# Plecopterodes postaurantiaca
Plecopterodes postaurantiaca är en fjärilsart som beskrevs av Embrik Strand 1917. Plecopterodes postaurantiaca ingår i släktet Plecopterodes och familjen nattflyn. Inga underarter finns listade i Catalogue of Life.